# Auckland régió
Auckland régió (ejtése: óklend; IPA:[ˈɔːklənd]) Új-Zéland 16 régiója közül a legnépesebb és egyben gazdaságilag a legfontosabb. Nevét központjáról, Aucklandről kapta.

## Földrajza
A régió területe északon a Kaipara Harbour nevű öböltől kezdődik, magába foglalja a Northland-félsziget déli részeit, a Waitakere Ranges nevű alacsony hegyvonulatot, magát az aucklandi földszorost, a Hauraki-öböl szigeteit és a Manukau Harbour nevű öböl körüli síkvidéket. (A harbour szót tartalmazó öbölnevek itt is, mint Új-Zélandon általában, nem konkrét kikötőt, hanem a vitorlás hajók korában is kikötésre alkalmasnak látszó, védett tengeröblöt jelentenek.) Délen a régió néhány kilométerre a Waikato folyó torkolatától végződik. A határos régiók északon a Northland régió, délen pedig a Waikato régió.
Területét nézve Auckland a második legkisebb régió az országban, Nelson régió után. Legmagasabb pontja a 722 méterrel a Little Barrier sziget hegycsúcsa.

### Környező vizek
Az Aucklandi régió keleten a Csendes-óceánnal, nyugaton a Tasman-tengerrel határos. A Hauraki-öböl a Csendes-óceánhoz tartozik, számos sziget található benne. Az öböl bejáratának közelében fekszik az óceánban a nagy Great Barrier sziget. A Hauraki-öböl egyik nyúlványában, a Waitemata Harbourben épült ki Auckland nagy tengeri kikötője. A régió szárazföldi partvonalát a Waitemata Harbour mellett északon a Kaipara Harbour, délen Manuaku Harbour valamint nagy árapály-öblök és folyótorkolatok tagolják, így az összesen 1613 km hosszú. A régió tengerpartjain sokfelé tengeri strandok találhatók.
Az Aucklandi nemzetközi repülőtér a Manuaku Harbour közelében helyezkedik el.

## Geológiája
A régió területének geológiai alapját grauvakke (szürke színű, agyagos homokkő) alkotja. A Waitakere Ranges hegyvonulat andezit vulkánosság terméke. A Great Barrier sziget geológiailag a Coromandel-félsziget vulkáni zónájának folytatása. A Little Barrier szigetet egy viszonylag izolált andezit-vulkán hozta létre 3-1 millió évvel ezelőtt.
A Manukau Harbour és a Kaipara Harbour nevű öblök bejáratát nagyrészt fiatal, jelenkori homokdűnék zárják el.

### Vulkáni föld

Auckland régió domborzati térképe

Auckland városi területeinek nagy része a kialudt Aucklandi vulkáni mezőn fekszik. A régióban 53 különböző korú vulkán található, melyek közül a legidősebb 250 000 éves. Az utolsó kitörés körülbelül 600 évvel ezelőtt volt, befejezve a több száz évig tartó aktivitást, amely a Rangitoto-szigetet is kialakította. A vulkánok viszonylag alacsonyak, legtöbbjük kevesebb, mint 150 méter magas.
A vulkánokon a maorik úgynevezett pákat (erődített falvak) és teraszos ültetvényeket alakítottak ki, később pedig az európaiak nagy részüket építkezések során és kőbányászat miatt elhordták. A megmaradt vulkánok ma már védelmet élveznek.

## Népesség

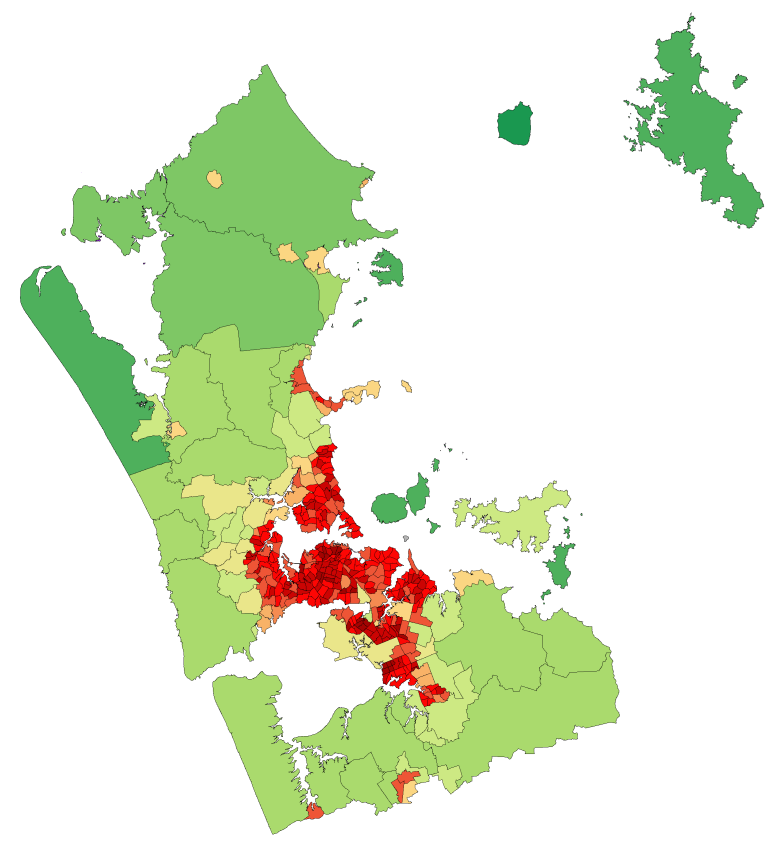
A népsűrűség alakulása a régió területén

Kis területe ellenére Auckland régió Új-Zéland messze legnépesebb régiója 1 570 500 lakosával (2015-ös becslés alapján), ami az ország népességének 33 százaléka. A régió gyorsabban fejlődik, mint az ország többi része, például 10 év alatt 240 000 emberrel, azaz 22%-kal nőtt a népessége (1996-os, 2001-es és 2006-os népszámlálások szerint). A 2001-es népszámlálás adatai alapján az ország európai származású népességének 26,3%-a, az összes māori eredetű népességének 24,3%-a, a Csendes-óceán térségéről származók 66,7%-a, az ázsiai származású populáció 63,7%-a és a többi etnikumúak 54,7%-a Auckland régióban él. Ezek az adatok megvilágítják a régió népességi összetételét, éppúgy az ország többi részéét is.
A régió magába foglalja Auckland város agglomerációját, kisebb városokat, és vidéki jellegű területeket is.

## Helyi kormányzat
A régió közigazgatása egységes, az Auckland Council (Aucklandi tanács) nevű intézményben testesül meg. 1989 előtt a régió közigazgatásának vezető szerve az Auckland Regional Authority volt, majd 1989 és 2010 között a régiót az Auckland Regional Council irányította, alatta pedig hét helyi területi hatóság működött, mely utóbbiakhoz tartoztak a fontosabb kérdések. A 2010-es reform jegyében megszüntették a helyi közigazgatás kétszintűségét, és az Auckland Council lett az egységes közigazgatási szervezet.

## Közlekedés
A régió közlekedése nagyrészt gépkocsival zajlik, Új-Zéland autópályáinak nagy része itt található. Működik a régióban az ingázók számára létrehozott vasúthálózat, ami Auckland várost köti össze Waitakerével és Manuakuval, valamint egy viszonylag kiterjedt buszhálózat is. Az ország tömegközlekedési hálózatának jelentős része a régióban helyezkedik el.

## Statisztika
| 2007-2008-as adatok                     | Auckland régióban | Új-Zélandon    | Az országos %-ában |
| --------------------------------------- | ----------------- | -------------- | ------------------ |
| Népesség                                | 1.432.200         | 4.268.500      | 34                 |
| Terület (km²)                           | 5600              | 275.400        | 2                  |
| Import (bruttó, tonna)                  | 14,1 millió       | 79,2 millió    | 18                 |
| Export (bruttó, tonna)                  | 8,3 millió        | 73,4 millió    | 11                 |
| Bruttó hazai össztermék (GDP) ($)       | 42.200 millió     | 155.400 millió | 27                 |
| Utasok (felszállók) száma – buszon      | 43.165.200        | 92.777.200     | 47                 |
| Utasok (felszállók) száma – vasúton     | 6.794.100         | 18.346.600     | 37                 |
| Utasok (felszállók) száma – vízen       | 4.374.600         | 4.695.000      | 93                 |
| Személygépkocsik megtett távja (km)     | 12.200 millió     | 40.200 millió  | 30                 |
| Halálesetek (tömegközlekedésben)        | 81                | 366            | 15                 |
| Össz állami aszfaltozott útfelület (km) | 335               | 10,906         | 3                  |
| Állami autópályák és -utak (km)         | 106               | 172            | 62                 |

## Fordítás
Ez a szócikk részben vagy egészben a Auckland Region című angol Wikipédia-szócikk ezen változatának fordításán alapul.  Az eredeti cikk szerkesztőit annak laptörténete sorolja fel. Ez a jelzés csupán a megfogalmazás eredetét és a szerzői jogokat jelzi, nem szolgál a cikkben szereplő információk forrásmegjelöléseként.

## Kapcsolódó szócikk
- Helyi önkormányzatok Új-Zélandon